# Ноа, Закари
Закари Ноа (фр. Zacharie Noah; 2 февраля 1937, Яунде — 8 января 2017, там же) — камерунский футболист, выступавший на позиции защитника. Известен по выступлениям за «Седан». Обладатель Кубка Франции 1960/61.

## Биография
Родился во французском Камеруне в семье владельца плантации какао. В середине 1950-х годов отправился получать высшее образование во Францию, учился в лицее им. Марселя Роби в Сен-Жермен-ан-Лэ и одновременно играл в футбол за местную любительскую команду «Стад Сен-Жермен» (будущий «Пари Сен-Жермен»).
В 1957 году начал вступления за клуб высшего дивизиона Франции «Седан», в его составе за следующие пять сезонов провёл 66 матчей в чемпионате. В сезоне 1960/61 стал обладателем Кубка Франции, принимал участие в финальном матче, в котором «Седан» обыграл «Ним» 3:1. Играл в Суперкубке Франции 1961 года против «Монако», матч закончился вничью 1:1, и по жребию победителем был признан «Монако». В сезоне 1961/62 участвовал в двух матчах первого раунда Кубка обладателей кубков против будущего победителя турнира мадридского «Атлетико», французский клуб уступил с общим счётом 3:7.
Завершил спортивную карьеру в 1963 году из-за полученной травмы.

## Личная жизнь
Отец французского теннисиста Янника Ноа и дед американского баскетболиста Джоакима Ноа.
Был женат на Мари-Клэр Ноа (Перрье, 1937—2012), общественной деятельнице и благотворительнице. В семье, помимо сына Янника, родились две дочери — Изабель и Натали.